# 하다 (여진)
하다(哈達, ᡥᠠᡩ᠋ᠠ, Hada)는 여진(女眞) 부락으로, 울라(Ula, 烏拉), 여허(Yehe, 葉赫), 호이파(Hoifa, 輝發), 와 함께 해서여진(海西女眞)을 구성하는 네 부락이었다. 하다하(哈達河) 연안(오늘날 요녕성遼寧省 서풍현西豐縣 소청하小淸河)에 대대로 거주하여 이름을 얻었다.

## 역사
명(明) 후기, 하다는 해서사부(海西四部) 중 하나에 속하였다. 울라와 같은 조상인 하다나라씨(哈達那拉氏)가 통치하였다. 왕타이(王台)가 하다의 군주가 된 후, 원교근공 책략을 취하였고, 하다는 점차 여진 각 부락 사이에서 패자가 되었으며, 여허, 울라, 호이파 및 건주여진(建州女眞) 소속 후너허(渾河)가 모두 복속했다고 전한다.
명 만력(萬曆) 2년(1574), 왕고(王杲)를 포획한 공으로 명은 왕타이를 우주국(右柱國) 용호장군(龍虎將軍)으로 봉하였고, 여진에서의 패자 지위를 인정하였다. 그러나 만년에 왕타이는 성격이 변하여 포악해지면서 백성들이 고통을 견디지 못하였고, 여허로 도주히여 투항한 일이 빈번하면서 세력이 쇠퇴하욨다.
만력 10년(1582) 왕타이가 사망하면서 다이샨(岱善)이 즉위하였으며, 멍거불루(孟格布祿)는 다이샨을 살해하고 즉위하려 하였지만, 왕타이의 아들들이 불복하면서 양측은 서로 공격하였다. 때마침 여허와 건주가 굴기하면서 하다는 내란 속에 패자의 지위를 잃었다. 이후 구러산 전투(gure i alin, 古勒山之戰) 중에 하다도 구부(九部) 연합군 주력 중 하나였으며, 건주여진에게 격파되었다. 결국 만력 27년(1599) 건주버일러(建州貝勒) 누르하치(Nurhaci, 努爾哈赤)가 하다성을 공격하여 점하였고, 버일러 멍거불루는 투항하였으며, 누르하치의 명령에 따라 멍거불루는 누르하치에게 길러지면서 하다는 사실상 건주에 병합되었다. 이윽고 멍거불루는 누르하치를 암살하려 했다가 실패하고 처형되었다.
만력 29년(1601) 누르하치는 딸을 멍거불루의 아들 우르구다이(吳爾古代)에게 시집보내었다. 얼마후, 명이 사신을 보내어 건주가 하다를 병탄하려는 의도를 질책하였다. 누르하치는 우르구다이에게 부대를 돌려주고 그를 버일러로 삼아 하다를 관장하게 하였다. 여허버일러 나림불루(Narimbulu, 納林布祿)는 소식을 듣고 몽골 여러 부락과 연합하여 하다를 노략하였고, 칙서 60도를 약탈하여 도주했다. 이윽고 하다는 기근에 시달리게 되고 우르구다이는 곤궁으로 인하여 건주에 투항하였으며, 하다는 이로써 멸망하였다.

## 같이 보기
- 해서여진
- 여허
- 울라
- 호이파

## 참고문헌
- 赵尔巽等. “《清史稿列传十》”. 2011년 6월 9일에 원본 문서에서 보존된 문서. 2011년 3월 23일에 확인함.《清史稿》列传十（卷223）
- 吉祥满族. “海西女真”.[깨진 링크]